# Léon Huot
Pour les personnes ayant le même patronyme, voir Huot.
Léon Huot, né le 31 décembre 1898 à Villeneuve-Saint-Georges et mort le 26 mai 1961 à Alès, est un footballeur international français.

## Biographie
Son poste de prédilection est défenseur. Il compte quatre sélections en équipe de France de football, France-Italie aux Jeux olympiques (stade Kielstation) à Anvers, France-Tchécoslovaquie aux Jeux olympiques (stade Kielstation) à Anvers en 1920 (épreuve dont il sort demi-finaliste), France-Hongrie stade de la Cavée Verte au Havre en 1924 et enfin Belgique-France à Molenbeek stade du Daring club en 1926.

## Clubs successifs
- CA Vitry
- VGA Médoc
- Bessèges
- Alès
- Bagnols
- FC Sète

## Carrière
De son vrai nom Poissenot, Léon compensait sa toute petite taille par une adresse diabolique. Il aurait pu compter davantage de sélections s'il n'avait pas boycotté l'équipe nationale, notamment au début de l'année 1921, pour des raisons d'argent, emboîtant ainsi le pas à Henri Bard.